# 小长尾鼩
小长尾鼩（学名：Soriculus parva）为鼩鼱科长尾鼩属的动物。在中国大陆，分布于陕西、贵州、云南、四川等地，常见于山地森林。该物种的模式产地在云南丽江。